# 複合単位
複合単位（ふくごうたんい）は、中国唐代から宋代まで使われていた特殊な単位である。貫石疋両のように、銭の貫・穀物の石・絹の疋・銀の両といった異なる物質の単位が複数まとめられ、その物質量をすべていっしょにして表示するものである。唐中期から北宋中期まで、財政規模を表す単位として使われていた。
このようなことが行われていた理由について、この貫石疋両がほぼ等価で取引されていた故と説明される場合がある。確かに貫石疋両の四者については、無理してみればこれが成り立たないこともないが、複合単位では時に金などの高価な物質・藁などの安価な物質がこれに含まれていることもあり、これらについては等価で取引されることはありえない。   
そこで、北宋が常に遼・西夏などの外敵を抱え、その財政が常に戦時財政であったということが理由と考えられる。平時においては銭一貫と藁一束が等価などということはありえない。しかし軍事という場面において、銭も藁も代替の利かない物品である。例えていうならば自転車の部品としてタイヤ・ギヤ・ハンドル、これらの金銭的価値は様々である。しかし自転車を動かすという目的からすれば、これらは互いの間で交換は不可能であって、その意味で等価である。そのような軍事的な意味合いから、物資の総量を表す数値として複合単位が使われていたのである。 
王安石の新法改革の頃から複合単位は急速に少なくなり、南宋代にはほぼ消滅した。王安石により、それまでの物資・銭の混合財政から銭への一本化が図られたからと考えられる。元豊元年（1078年）に銅銭の鋳造量が最高点を迎えることとこれとは連関していると考えられる。